# Polyalthia chrysotricha
Espèce
Statut de conservation UICN

 LC  : Préoccupation mineure
Polyalthia chrysotricha est une espèce de plantes à fleurs de la famille des Annonaceae. C'est un arbre endémique de la Malaisie péninsulaire.

## Publication originale
- The Flora of the Malay Peninsula 1: 57. 1922.